# مايكل ميكس
مايكل ميكس (بالألمانية: Michael Meeks) مواليد 23 فبراير 1972، هو لاعب كرة سلة كندي سابق بدأ مسيرته الاحترافية في سنة 1996. يبلغ طوله 6 قدم 10 بوصة (2.1 م).

## فرق لعب لها
- تليكوم باسكتس بون

## الميداليات
| الميدالية | المسابقة                             |
| --------- | ------------------------------------ |
| فضية      | بطولة أمم الأمريكتين لكرة السلة 1999 |
| برونزية   | بطولة أمم الأمريكتين لكرة السلة 2001 |

## روابط خارجية
- مايكل ميكس على موقع الاتحاد الدولي لكرة السلة (الإنجليزية)
- مايكل ميكس على موقع كرة السلة الأوروبية.كوم (الإنجليزية)
- مايكل ميكس على موقع كلية كرة السلة في سبورتس رفرنس.كوم (الإنجليزية)
- مايكل ميكس على موقع ريلجم (الإنجليزية)
- مايكل ميكس على موقع بروبوليرز (الإنجليزية)
- مايكل ميكس على موقع سبورتس رفرنس (الإنجليزية)
- مايكل ميكس على موقع أوليمبيديا (الإنجليزية)